# Нуоргам
Нуоргам (фин. Nuorgam, северносаам. Njuorggán) — самый северный посёлок Финляндии, расположенный в общине Утсйоки в провинции Лапландия на границе с Норвегией.

## Географическое положение
Находится вблизи самой северной точки Финляндии, а также — самой северной точки Евросоюза. Деревня расположилась на берегу реки Танаэльв, в 47 км к северо-востоку от центра общины, деревни Утсйоки, примерно в 510 км от административного центра Лапландии, города Рованиеми, а также в 210 км от Ивало. Расстояние от Нуоргам до Северного Ледовитого океана составляет всего 30 км.
73 дня в году (с 17 мая до 28 июля) длится полярный день, 51 день в году (с 26 ноября по 17 января) длится полярная ночь с постоянными гражданскими сумерками в полуденное время. 242 дня в году происходит смена дня и ночи. С 26 марта по 18 сентября солнце не опускается ниже 18 градусов, и полных ночей в это время не бывает. Белые ночи длятся с 28 апреля по 15 августа.

## Население
Население Нуоргам составляет около 130 человек.

## Экономика

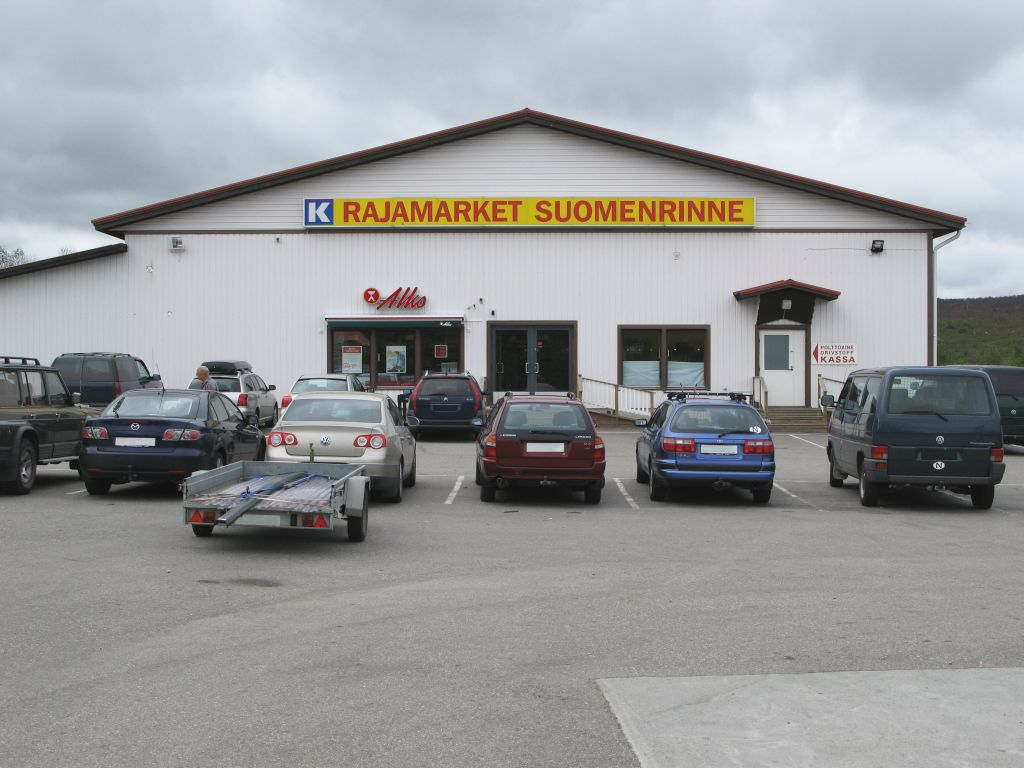
Самый северный в ЕС алкогольный магазин Alko

Жители деревни живут главным образом за счёт приграничной торговли и туризма. Из-за более низких цен деревня популярна среди норвежцев как место для покупок. Места вблизи деревни также привлекают туристов хорошей рыбалкой.

## Инфраструктура
В Нуоргам имеются начальная школа, почтовое отделение, небольшая аптека, 2 продуктовых магазина, бар и алкогольный магазин Alko. По данным на 2010 год местная школа включала 14 учеников и 3 учителей. Ежедневный автобус связывает деревню с Рованиеми.